# IS Lyckans Soldater
IS Lyckans Soldater (L.S. eller Idrottssällskapet L.S.) var ett idrottssällskap i Göteborg. Det grundades 1883 och fick namn efter ett lokalt landeri. L.S. var en av de första och största idrottsklubbarna i Göteborg, tillsammans med Örgryte IS.

## Historik

### Bakgrund
Idrottssällskapet grundades 12 oktober 1883 huvudsakligen av elever vid Göteborgs realgymnasium; bland dem märks Carl Blidberg vars familj innehade landeriet Lyckan.
Namnet "L.S." togs efter en några år tidigare stiftad pojksammanslutning, i vilken det bland annat lektes soldater vid Lyckan strax söder om Lorensbergs park intill Näckrosdammen. 
Åtminstone fotboll, bandy, skridsko, friidrott och curling stod på programmet.

### Slut och betydelse
L.S. verkade delvis som ett självständigt idrottssällskap delvis som en del av idrottsavdelningen i Göteborgs Idrottsförbund. Under 1890-talet och början på 1900-talet konkurrerade L.S. med övriga sällskap om framstående resultat; det gällde inte minst Ö.I.S. Samverkan inom Göteborgs IF skedde även i andra idrotter, exempelvis med Göteborgs Velocipedklubb och Skridskosällskapet Norden.
Lyckans Soldater är framför allt ihågkommen för att ha spelat den första "riktiga" fotbollsmatchen i Sverige, mot Örgryte IS den 22 maj 1892 på Heden i Göteborg. ÖIS vann matchen, (speltid 2x30 min) med 1-0 efter mål i den andra halvleken. En av Sveriges främsta idrottsmän flerfaldige OS-guldmedaljören Eric Lemming tillhörde L.S. under storhetstiden.

### Kamratförening
L.S. omvandlades vid 40-årsjubileet till en kamratförening som idag har 114 soldater. Årsmötet äger rum i oktober månad. L.S. har månatliga medlemsträffar med studiebesök. Varje år delas ett stipendium ut till välförtjänt idrottsledare. I september 2008 firade L.S. 125 år med bland annat ett föredrag av Anders Borgström om den kände medlemmen Eric Lemming som tog Sveriges första olympiska guldmedalj i friidrott.

## Källhänvisningar
- ”Historik”. Göteborgs Skidklubb. Arkiverad från originalet den 25 november 2015. https://web.archive.org/web/20151125181400/http://www5.idrottonline.se/GoteborgsSK/Allt-om-Skidklubben/Historik/. Läst 21 oktober 2014.